# Kerstin Wachtmeister
Kerstin Vilhelmina Wachtmeister, under en period Lindberg, född Franzén 26 juli 1932 i Enköping, är en svensk före detta företagsledare, författare och översättare.

## Biografi
Wachtmeister är dotter till bokhandlaren Einar Franzén och Gerda Asp. Hon tog realexamen 1949 och genomförde språkstudier i Frankrike 1954. Hon studerade vid Grafiska Institutet 1960-1961 och genomförde studier i förlagsverksamhet i Danmark 1962. Wachtmeister var tekniskt biträde på apoteket Falken 1949, reklamassistent på Forum 1951, reklamchef där 1958, chef för Svensk boktjänst 1965 och reklamchef på Bokbranschens Marknadsinstitut 1971 samt verkställande direktör där 1978-1984. Hon drev därefter eget företag, hade konsultativ verksamhet inom bokbranschen, marknadsföring, bok- och trycksaksproduktion från 1984.
Hon hade frilansuppdrag för Allers matredaktion med flera tidningar, översättningar (engelska, tyska) och var huvudredaktör för flera fackböcker. Hon var gift första gången 1957-1966 med den grafiska formgivaren Bo Lindberg (född 1922). Hon gifte sig andra gången 1967 med överste Nils Wachtmeister (1923-2003), son till greve Shering "Ted" Wachtmeister och Margaretha Huitfeldt.